# فلويد (نيويورك)
فلويد (بالإنجليزية: Floyd, New York)‏ هي بلدة أمريكية تقع في الولايات المتحدة في مقاطعة أونيدا، نيويورك. يقدر عدد سكانها بـ 3,819 نسمة ومساحتها 90.0 كم2 وترتفع عن سطح البحر 271 متر.

## أعلام
- توماس د. إدواردز